# نادي بينونة
نادي بينونة نادي كرة قدم إماراتي من أندية الهواة يلعب في دوري الدرجة الثانية الإماراتي ويقع في أبو ظبي .
و لعب معه كل من سلطان برغش وصالح المنهالي.